# Kolonia miejska kopalni „Wujek”
Kolonia miejska kopalni „Wujek” (niem. Städtische Kolonie Oheimgrube) – kolonia robotnicza w Katowicach, położona w kwartale ulic J. Poniatowskiego, B. Głowackiego, Skalnej i Barbary, w dzielnicy Śródmieście. Wybudowana została z przeznaczeniem dla pracowników kopalni „Wujek” w latach 1915–1916. Projekt kolonii opracował Bruno Taut, który również zaprojektował kolonię domów szeregowych w Załęskiej Hałdzie. Kolonia miejska składa się z jedenastu budynków o prostych bryłach, z których każdy posiada różnego rodzaju detale architektonicznie, zaś w całości kolonia ta nawiązuje do założeń wczesnego modernizmu.

## Historia

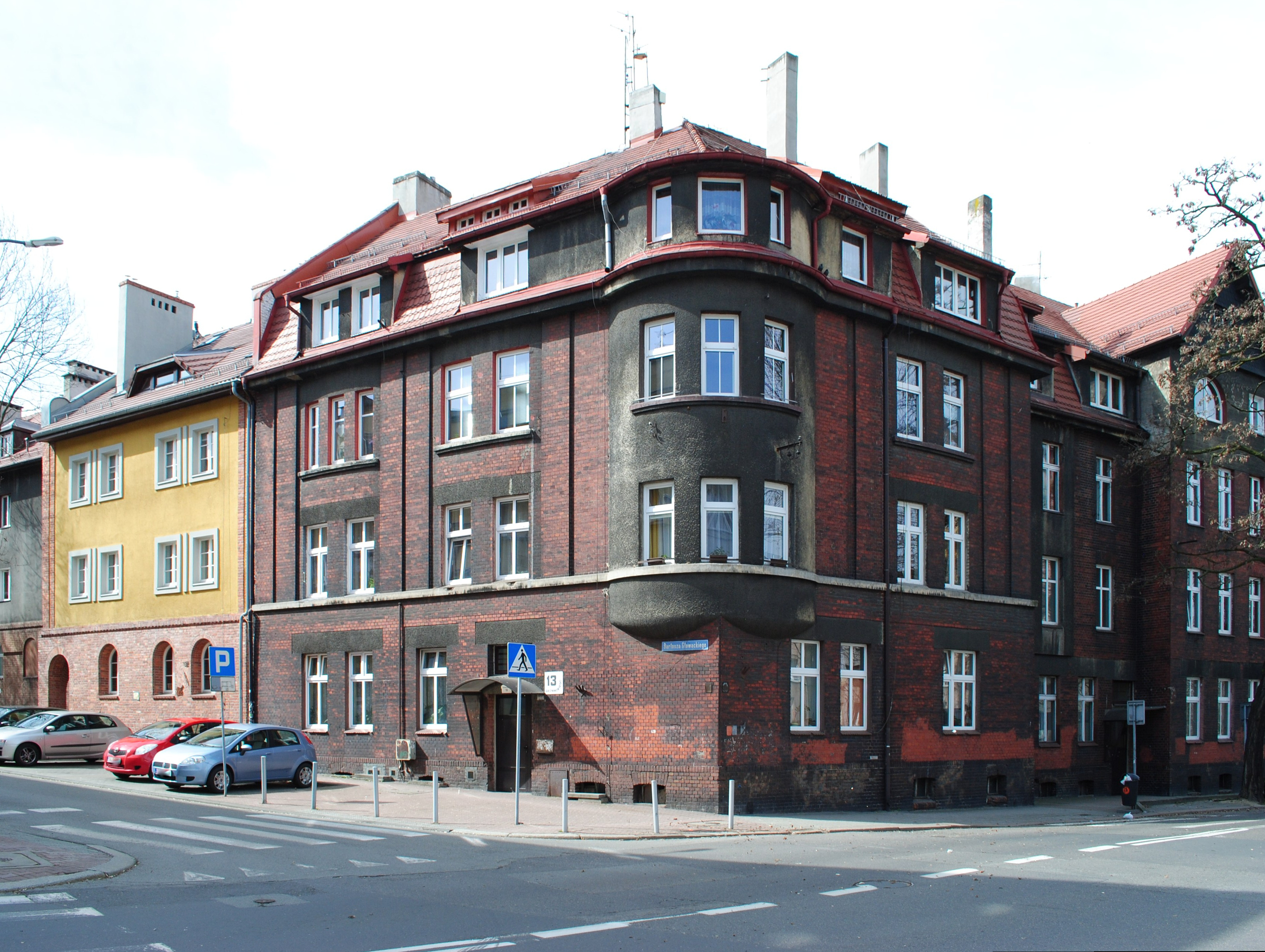
Zabudowa w narożniku ulic J. Poniatowskiego i B. Głowackiego; po lewej jeden z budynków kolonii Brunona Tauta (ul. B. Głowackiego 15), sąsiadujący z zabudową z 1907 roku projektu Josepha Kutza

Zespół zabudowy został zaprojektowany w latach 1915–1916, a zrealizowano go kwartale ulic: Skalnej (ulicę tę wytyczono w 1915 roku wraz z budową kolonii), B. Głowackiego, Barbary i J. Poniatowskiego, w sąsiedztwie późniejszego parku im. T. Kościuszki. Budowę pierwszych trzech domów przy ulicy Barbary 8, 10 i 12 rozpoczęto jesienią 1915 roku. Kolejne domy wybudowane w ramach miejskiej kolonii, o podobnej koncepcji architektonicznej, zrealizowano w 1916 roku przy dzisiejszej ulicy B. Głowackiego 17, 19 i 15, a w przypadku ostatniego z nich, w związku z ograniczoną powierzchną pod zabudowę wykorzystano jedynie połowę pierwotnego schematu domu. W 1916 roku zostały zaprojektowane i zrealizowane domy narożne przy ulicach Barbary 14 i B. Głowackiego 21, w których zastosowano inne schematy architektoniczne. W tym samym roku zaprojektowano i zrealizowano także zabudowę przy ulicy Skalnej 1, 3 i 5, flankowaną przez narożne budynki kolonii. Budynki te wybudowano do 1916 roku, zaś całość założenia ukończono około 1920 roku, które dostawiono do wybudowanych w 1907 roku według projektu Josepha Kutza kamienic tworzących południową pierzeję ulicy J. Poniatowskiego.
Kolonia została wybudowana na zlecenie spółki Hohenlohe Werke, która była właścicielem kopalni węgla kamiennego „Oheim” („Wujek”). Kolonia kopalni „Wujek” wraz z urzędniczą kolonią bliźniaczych domów jednorodzinnych przy ulicy Mikołowskiej były zaś ostatnimi inwestycjami zrealizowanymi w I połowie XX wieku mającymi na celu zaspokojenie potrzeb mieszkaniowych załogi kopalni „Oheim” („Wujek”).
Na koncepcję architektoniczną kolonii wpłynęło kilka czynników – jej przeznaczenie dla rodzin robotników Zakładów Hohenlohego, wytyczne budowlane inwestora, a także obowiązująca wówczas ustawa budowlana z 1904 roku regulująca szereg aspektów związanych m.in. z wyposażeniem mieszkań. Standard mieszkań w kolonii nie odbiegał od zakładanych w tym czasie innych kolonii mieszkalnych. Układ mieszkań w kolonii zaprojektowanej przez Brunona Tauta, ich wielkość oraz standard były niemal identyczne jak na zaprojektowanym w tym samym okresie przez Zillmannów osiedlu patronackim Nikiszowiec. Bruno Taut podobnie jak Zillmannowie pochodził z Berlina. Sama zaś kolonia kopalni „Wujek” wtopiła się zaś w tkankę miejską Katowic.
Z biegiem czasu sześć spośród jedenastu domów kolonii miejskiej została nadbudowanych, zachowując przy tym znaczną część swojej pierwotnej dekoracji. Wymieniono także część stolarki, a także zmieniono kolorystykę obiektów. Nadbudowy sześciu budynków dokonano w latach 60. i 70. XX wieku.
28 maja 2014 roku Rada Miasta Katowice przyjęła uchwałę w sprawie uchwalenia miejscowego planu zagospodarowania przestrzennego fragmentu Śródmieścia Katowic w rejonie ulic T. Kościuszki i Mikołowskiej, na mocy której kolonię kopalni „Wujek” objęto strefą ochrony konserwatorskiej. Dla tych budynków ustalono dodatkową ochronę charakterystycznych elementów architektonicznych budynków kolonii.

## Charakterystyka

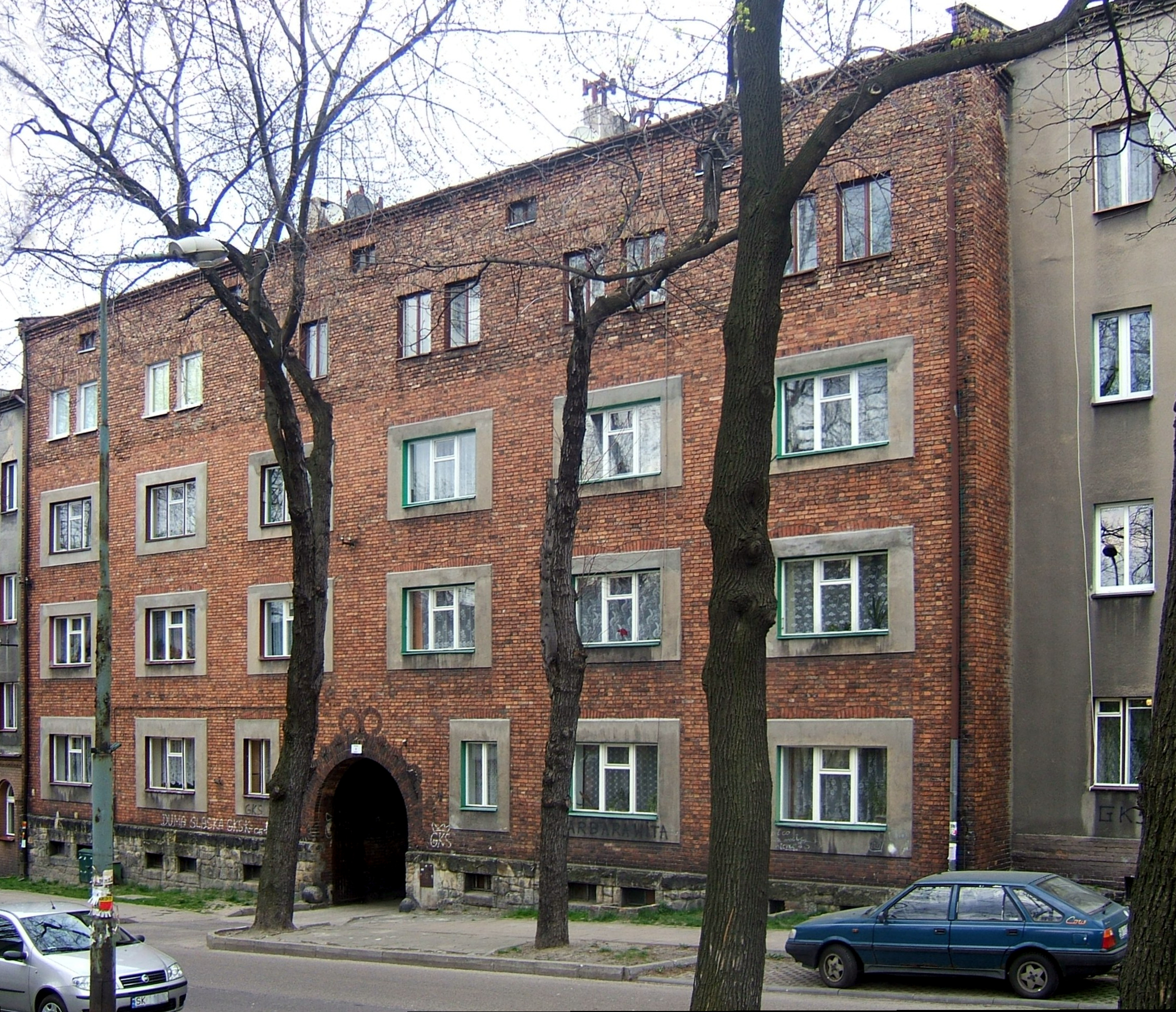
Jeden z budynków kolonii przy ulicy Barbary 12 (2007)

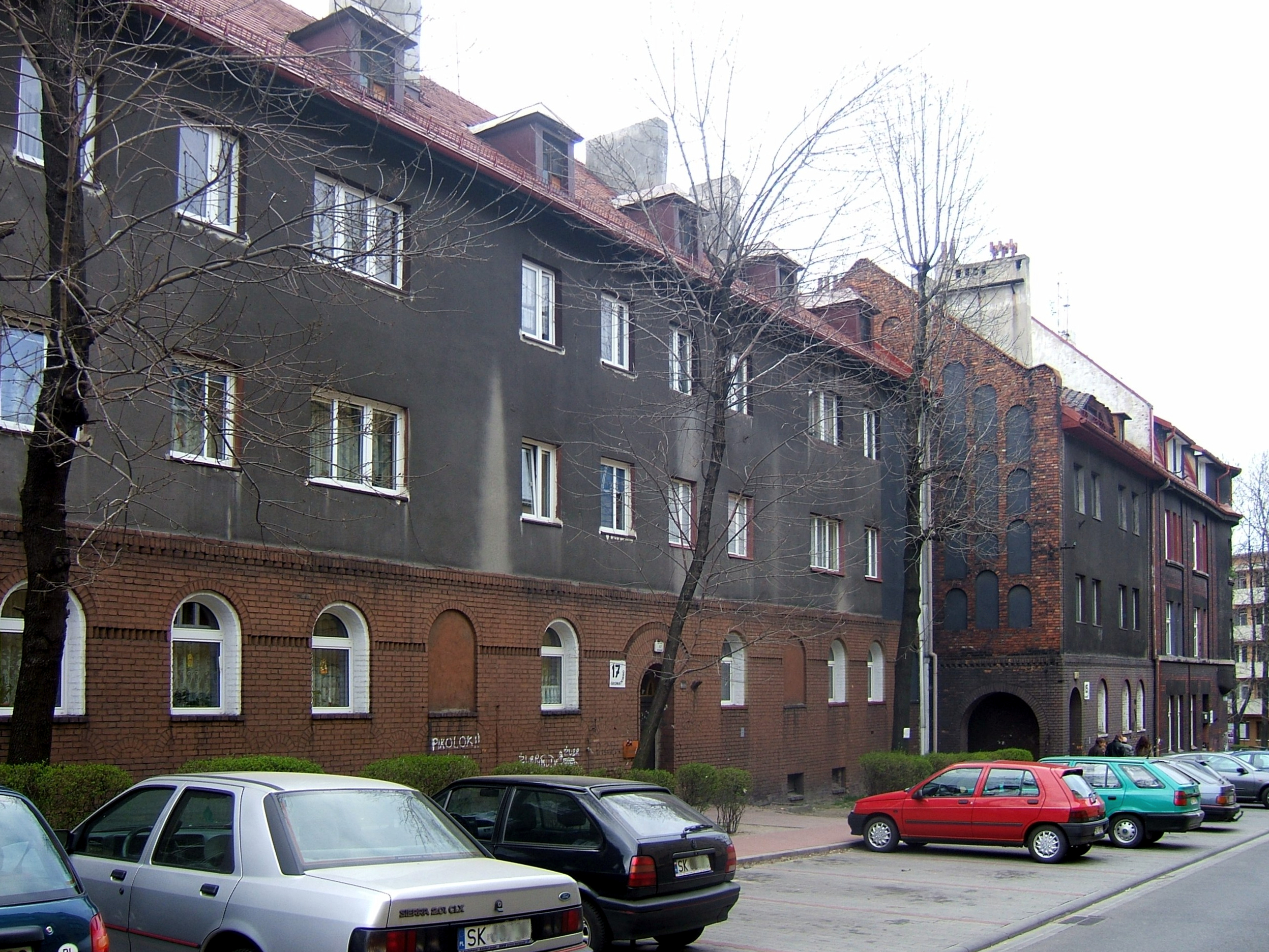
Fragment kolonii w rejonie ulicy B. Głowackiego 17 i 15 (2007)

Kolonia miejska kopalni „Wujek” to kolonia robotnicza, obejmująca 11 budynków położnych przy ulicy: Barbary 8, 10, 12 i 14, B. Głowackiego 15, 17, 19 i 21 oraz Skalnej 1, 3 i 5, a znajduje się w katowickiej dzielnicy Śródmieście. Zaprojektował ją niemiecki architekt Bruno Taut we współpracy z Maxem Tautem i Franzem Hoffmannem, a jest ona jedną z dwóch realizacji mieszkaniowych Tauta na terenie Katowic – druga z nich to kolonia robotnicza położona w rejonie ulic Przekopowej i Przodowników.
Kolonia z uwagi na formę działki oraz sytuację została wybudowana w formie zwartej, pierzejowej zabudowy w typie kamienicy czynszowej. We wnętrzu kwartału nie wybudowano zaś oficyn, co związane było z nowymi, rozwiniętymi przez Brunona Tauta w latach 20. XX wieku tendencjami budownictwa mieszkaniowego. Jest to także wynik przeniesienia na katowicki grunt ówczesnych berlińskich standardów socjalnego budownictwa mieszkaniowego – doświetlone, przewietrzane domy otoczone otwartymi, zielonymi przestrzeniami. W ten sposób utworzono obszerne, zielone podwórze, na które prowadzą dwie bramy, co sprawia że jest ono izolowane od zewnątrz, ale jest także dostępne dla innych osób.
Domy kolonii oparto na trzech prostych schematach planistycznych. Pierwotnie wszystkie budynki miały trzy kondygnacje kryte wysokimi, dwuspadowymi dachami. Część budynków odbiega od swojego stanu pierwotnego, a najwyraźniej tę różnicę widać w budynkach przy ulicy Barbary 8 i 10.
Domy przy ulicy Barbary 8, 10 i 12, a także zrealizowane później przy ulicy B. Głowackiego 17 i 19 wzniesiono na planie wydłużonego prostokąta. Mają one układ dwutraktowy. Na osi każdego z tych domów ulokowano klatki schodowe, zaś w budynku nr 12 znajduje się brama przejazdowa na podwórze, która jest skomunikowana z dwiema klatkami schodowymi po bokach. W obrębie tych domów wydzielono po 13 mieszkań, a na każdym piętrze zaprojektowano po cztery trzyizbowe mieszkania o układzie amfiladowym, złożone z kuchni i dwóch pokoi. Każdemu z mieszkań zapewniono dostęp do suszarni, pralni oraz pomieszczeń strychowych, a także do piwnic. Na dwa mieszkania przypadała jedna toaleta na półpiętrze. Budynek przy ulicy B. Głowackiego 15 posiada zaś połowę schematu tych domów.
Inny schemat rozplanowania mają domy w narożach kwartałów – ulica Barbary 14 i ulica B. Głowackiego 21. Powstały ona na planie litery „L”, a wraz z tym klatkę schodową zlokalizowano w wewnętrznym narożniku budynku w formie schodów dwubiegowych. Poszczególne piętra podzielono na trzy dwupokojowe mieszkania z kuchniami. Toalety także zlokalizowano na półpiętrach, a pomieszczenia gospodarcze na poddaszu i w piwnicy.
Zabudowa przy ulicy Skalnej 1, 3 i 5, zlokalizowana została pomiędzy narożnymi budynkami przy ulicy Barbary 14 i B. Głowackiego 21. Są one wybudowane na planie kwadratu i są dwuipółtraktowe. Klatka schodowa została w nich zaprojektowana w głównej osi, zaś na każdym piętrze powstały dwa jednopokojowe mieszkania z kuchnią. Także tutaj pomieszczenia gospodarcze zlokalizowano w piwnicy i na poddaszu.
Stylistycznie architektura budynków kolonii kopalni „Wujek” wskazuje na początki modernizmu, lecz strome dachy z lukarnami świadczyły o tym, iż Bruno Taut nie był zdecydowany na jego wyrazistą formę. Elewacje budynków kolonii zostały zróżnicowane charakterystyczną dla dzieł Tauta kombinacją faktury i detalu architektonicznego. Każdy z domów ma odmienną elewację w postaci zestawienia partii ceglanych z tynkowanymi, kamiennych z tynkowanymi bądź kamiennych z ceglanymi. Część z budynków miejskiej kolonii kopalni „Wujek” posiada charakterystyczne partery z czerwonawej cegły, z półkolistymi oknami i ceglanymi ornamentami, które kontrastują z tynkowanymi fasadami wyższych kondygnacji z prostokątnymi oknami. Zróżnicowanie detali budynków widoczne jest przede wszystkim w portalach. Każde wejście zostało inaczej zaprojektowane.
Budynki kolonii miejskiej kopalni „Wujek” są wpisane do gminnej ewidencji zabytków miasta Katowice. Są one także w strefie ochrony konserwatorskiej ustalonej na podstawie miejscowego planu zagospodarowania przestrzennego.